# Pál Losonczi
Pál Losonczi (prononcé [paːl], [ˈloʃontsi]), né le 18 septembre 1919 à Bolhó et mort le 28 mars 2005 à Kaposvár, est un homme d'État hongrois. Il est le président du conseil présidentiel (soit le chef de l'État) de la république populaire de Hongrie du 14 avril 1967 au 25 juin 1987.

## Biographie
Pál Losonczi, né le 18 septembre 1919 à Bolhó (Hongrie), intègre le parti communiste clandestin hongrois en 1939. Et après la Seconde Guerre mondiale, il fonde une coopérative agricole nommée « Étoile Rouge » , qu'il dirige jusqu'en 1960. Lors de la révolution de 1956 contre le système soviétique, il se rapproche des révolutionnaires, mais après l'intervention soviétique, il assure sa fidélité au système. Par la suite, il devient ministre de l'Agriculture de 1960 à 1967, et grâce à son expérience, il réorganise le système de coopératives. Le 13 avril 1967 il devient président du Conseil présidentiel de Hongrie, et le reste jusqu'en 1987. 
Losonczi décède le 28 mars 2005 dans l'hôpital de Kaposvár, au sud de la Hongrie, à 85 ans. Il est considéré comme l'homme politique le plus terne de l'ère communiste hongroise, de plus, après la chute du rideau de fer, l'ex-président vivait dans sa maison de Barcs, au sud du pays, éloigné de la vie sociale et politique du pays. Son épouse est décédée en 1999.

## Honneurs
Portugal: Grand Col de l'Ordre du Prince Henry (14/08/1979)